# Schrankia separatalis
Schrankia separatalis är en fjärilsart som beskrevs av Herz 1904. Schrankia separatalis ingår i släktet Schrankia och familjen nattflyn. Inga underarter finns listade.